# Son Si-hyon
Son Si-Hyon (né le 19 octobre 1980 à Séoul en Corée du Sud) est un joueur coréen de baseball qui joue avec les NC Dinos de Changwon dans la ligue sud-coréenne de baseball.